# Brachymeria secundaria
Brachymeria secundaria är en stekelart som först beskrevs av Ruschka 1922.  Brachymeria secundaria ingår i släktet Brachymeria och familjen bredlårsteklar. Inga underarter finns listade.